# Oprechtice (Paskov)
Oprechtice (německy Oppersdorf) je vesnice, část města Paskov v okrese Frýdek-Místek. Nachází se asi 2 km na západ od Paskova. V roce 2009 zde bylo evidováno 77 adres. V roce 2001 zde trvale žilo 212 obyvatel.
Oprechtice leží v katastrálním území Oprechtice ve Slezsku o rozloze 0,58 km².

## Název
Vesnice byla založena krátce před rokem 1700 pod jménem Oppersdorf podle tehdejšího majitele paskovského panství, hrabětě Oppersdorfa. Do češtiny bylo německé jméno převedeno jako Oprechtice.